# IC Markets
IC Markets es una sociedad bursátil de agentes de cambio y bolsa al por menor fundada en Australia con la casa matriz en Sídney, que gestiona sus actividades en línea y que trabaja con los contratos por diferencia, que comercia los instrumentos financieros derivados. IC Markets se especializa en CFD en el mercado Forex, índices, materias primas, acciones y bolsas de valores en Asia, América Latina, los países de Oriente Medio, Australia y Europa.

## Historia
El operador de la IC Markets se fundó en 2007 en Sídney, Australia, por el empresario Andrew Budzinski. En 2009 la Comisión de Australia de títulos e inversiones otorgó a la IC Markets la licencia del Servicio de control financiero de Australia bajo el número 335692.
En 2015 la IC Markets declaró que habría cubierto el saldo negativo que siguió detrás de caída brusca de franco suizo que tuvo lugar el 15 de enero de 2015.
En septiembre de 2017 la IC Markets declaró de los volúmenes récord de operaciones comerciales en agosto que eran formados en total de 343 mil millones de dólares estadounidenses. El mismo año la IC Markets introdujo 4 criptomonedas en el surtido de sus divisas.
En junio de 2018 la IC Markets declaró del volumen récord medio diario que fue de 19.4 mil millones de dólares estadounidenses en mayo y el volumen medio mensual total en la cuantía de 447 mil millones de dólares estadounidenses. El medio diario de 19.4 mil millones de dólares estadounidenses en mayo indicó sobre el aumento de 24% en comparación con el primer trimestre de 2018 cuando el volumen era en promedio de 15.6 mil millones de dólares estadounidenses. El volumen medio mensual en mayo que era en total de 447 mil millones de dólares estadounidenses indica del aumento de 30% (aumento a más de 100 mil millones de dólares estadounidenses) en comparación con 343 mil millones de dólares estadounidenses de los que fue comunicado en agosto de 2017. En octubre de 2018 la empresa declaró de otorgamiento de la licencia de Chipre. y registro en la CNMV (Comisión Nacional del Mercado de Valores) con el número de registro oficial 4666.
En diciembre de 2019 Nick Twidale fue designado de director general.

## Operaciones
La caza matriz de la IC Markets está en Sídney, Australia, y sus empresas están registradas en las Seychelles, Bahamas y en Chipre.

### Plataformas y comercio de los dispositivos móviles
La IC Markets propone a gestionar sus actividades en las plataformas MetaTrader, bien como en Ctrader, y soporta las herramientas que funcionan a través de la internet, en el régimen autónomo en la computadora y los dispositivos móviles.

### Criptomonedas
En 2017 la IC Markets puso en funcionamiento el cripto CFD en Bitcoin, monedas de bitcoin (Bitcoin Cash), Ethereum, Dash, Litecoin, Ripple, EOS, Emercoin, Namecoin y PeerCoin.

### Índices
Los índices bursátiles que se abarcan con CFD del operador de la IC Markets incluyen los siguientes: S&P 500, índice Dow-Jones para acciones de las empresas industriales, índice FTSE e índice australiano S&P 200.

### Artículos de comercio
La IC Markets ofrece CFD para siguientes artículos de comercio: metales preciosos, artículos de comercio agrícolas y aportes energéticos, incluso el petróleo crudo de clase WTI, Brant y gas natural.

### Regulación
Las actividades de la IC Markets se controlan por la Comisión de Chipre (CySEC) de títulos y bolsas en la UE. Está autorizada a gestionar sus actividades por el Servicio de supervisión financiera en las Seychelles, la Agencia de Estándares en Bahamas (SCB) y la Comisión de Australia de títulos e inversiones en Australia.